# Akira Kamiya
Pour les articles homonymes, voir Kamiya.
Akira Kamiya (神谷 明, Kamiya Akira), né le 18 septembre 1946 à Yokohama, est un seiyū japonais. Il a travaillé pour Theater Echo, Aoni Production et d'autres. Il travaille actuellement avec Saeba Shoji.

## Rôles
- Albator, le corsaire de l'espace : Tadashi Daiba (Ramis Valente dans la V.F.)
- Détective Conan : Kogoro Mouri (jusqu'à l'épisode 548)
- Dragon Ball Z : Garlic Junior
- Dragon Ball Z : À la poursuite de Garlic : Garlic Junior
- Ken le Survivant : Kenshiro (Ken dans la V.F.)
- Macross Zero : Roy Focker
- Nicky Larson : Nicky Larson (Ryô Saeba en VO)
- The Super Dimension Fortress Macross : Roy Focker
- The Super Dimension Fortress Macross: Do You Remember Love? : Roy Focker
- Saint Seiya : Algol de Persée
- Saint Seiya : Siegfried de Dubhe (Alpha)
- Urusei Yatsura : Shutarô Mendô
- Maison Ikkoku: Shun Mitaka